# Аншан (Персија)
Аншан (перс. انشان, данашњи Тапе-Малијан) старовековни је град подно планинског масива Загрос, 36 km северозападно од Шираза у покрајини Фарс на југозападу Ирана. Град је у 3. миленијуму п. н. е. био један од раних главних градова Елама, док је од 7. века п. н. е. постао престољница иранске династије Ахеменида који су створили моћно Персијско царство.

## Историја

### Елам
Према археолошким налазима, Аншан је основан око 5000. п. н. е. Пре 1973. године када је идентификован као Тапе-Малиан, Аншан се према претпоставкама научника налазио негде у централном планинском масиву Загрос.
Као еламски град, Аншан датира најкасније из 3. миленијума п. н. е. Сумерски еп Енмеркар и господар Арате из 21. века п. н. е. описује Аншан као место на путу између Урука и легендарне Арате. Током различитих историјских периода, Аншан је био једно од средишта еламских династија, који је имао јак утицај на остале еламске градове.
Акадски краљ Маништушу према записима тврди да је покорио Аншан, но Акадско царство слаби у доба његових насљедника. Еламски краљ Кутик Иншушинак из Аванске династије ослободио се акадске доминације и заузео је Аншан, због чега неки историчари претпостављају да је Аван облик речи Аншан. Касније је Гудеа од Лагаша покорио Аншан, док су владари Ура Шулги и Шу-Син тамо имали своје намеснике. Ипак, Ур у доба владавине њихова насљедника Иби-Сина постепено губи контролу над Аншаном, а Еламити 2004. п. н. е. пустоше град Ур и односе кипове сумерског бога Месеца (Син) и самог Иби-Сина у Аншан.
Од 15. века п. н. е. еламски владари из Сузе почињу da користе титулу„Краљ Аншана и Сузе“ (акадски извори спомињу топоним „Краљ Сузе и Аншана“), па постоји вероватноћа да су Аншан и Суза били уједињени током „Средњег еламског периода“. У то доба еламски краљев су често пустошили градове у Вавилонији. Последњи краљ који се служио том титулом је Шутрук-Накхкхунте II (717. - 699. п. н. е.).

### Ахеменидско доба
Аншан се сматра колевком Ахеменидског Персијског царства. У 7. веку п. н. е. персијски владар Теисп осваја Аншан и узима титулу „Краљ Аншана“, док током следећег века персијска доминација над градом слаби у корист Медије. Коначно, средином 6. века п. н. е. персијски владар Кир Велики покорава међанског краља Астијага, а Аншан постаје језгро Ахеменидског Персијског царства. Персијски владари су наставили да користе титулу Краљ Аншана све до владавине Дарија I.